# Rosa 'Alexander MacKenzie'
Rosa 'Alexander MacKenzie' — сорт роз, относится к классу Шрабы.
Сорт назван в честь шотландского путешественника Александра Маккензи.

## Происхождение
Создан в Канаде доктором Felicitas Svejda в 1970 году. Роза 'Alexander MacKenzie' входит в группу сортов «Исследователи» (англ. Explorer).
Доктор Felicitas Svejda описывает происхождение этого сорта, как 'Queen Elizabeth' × ('Red Dawn' × 'Suzanne') × 2 цикла открытого опыления.

## Биологическое описание
Тетраплоид.
Куст высотой 150—245 см, шириной до 215 см.
Листья светло-зелёные, глянцевые.
Цветки красные, махровые, чашевидные. Лепестков более 41.
Соцветие — кисть.
Аромат умеренный.

## В культуре
USDA-зоны: от 4a (−31,7 °C… −34,4 °C, по другим данным от 2b), до более тёплых, рекомендуется для выращивания в холодном климате.
Устойчивость к болезням очень высокая.
Цветение повторное.